# Partula crassilabris
Partula crassilabris foi uma espécie de gastrópodes da família Partulidae.
Foi endémica da Polinésia Francesa.